# Kölner Stadtwald

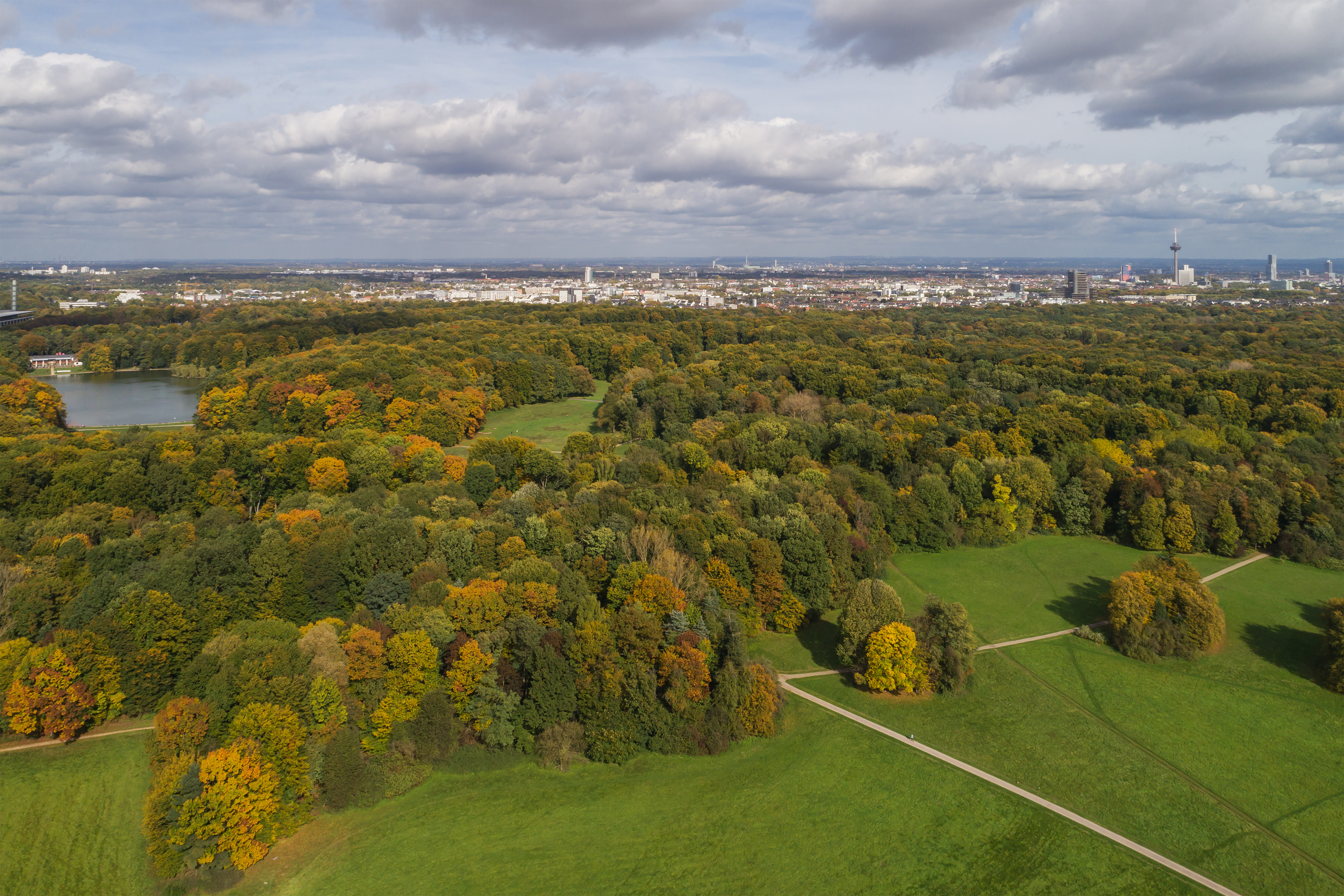
Luftaufnahme des Stadtwalds

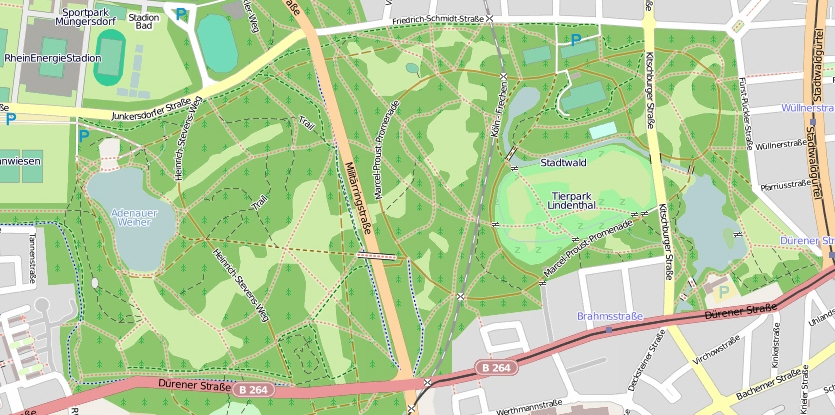
Lageplan des Stadtwaldes mit Stadtwalderweiterung

Der Kölner Stadtwald ist ein am Ende des 19. Jahrhunderts geschaffener weitläufiger Park im westlichen Kölner Stadtbezirk Lindenthal. Die mit einem Wildgehege, Weihern und Wasserkanälen sowie mit Sport- und Spielplätzen und einem weitverzweigten Wegenetz ausgestattete Grünanlage ist ein beliebtes linksrheinisches Naherholungsgebiet.

## Lage

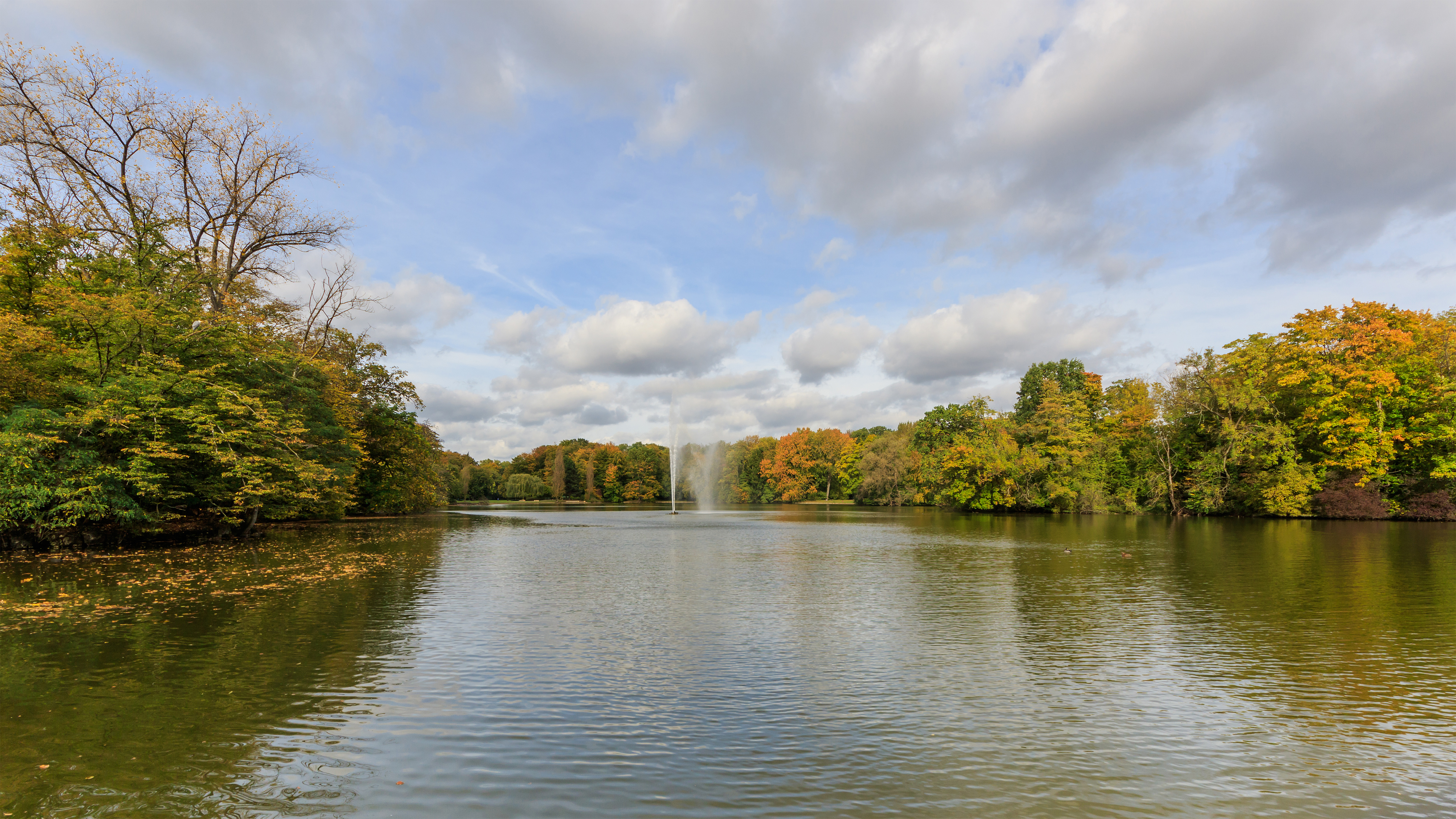
Kahnweiher

Der Kernbereich des heutigen Stadtwaldes wird von folgenden Straßen umfasst (Aufzählung gegen den Uhrzeigersinn):
Die nach dem Landschaftsarchitekten benannte Fürst-Pückler-Straße, die Friedrich-Schmidt-Straße (Architekt und Mitglied der Kölner Dombauhütte), die am äußeren Grüngürtel der Stadt entlang führende Militärringstraße und die nach Marsdorf und weiter nach Frechen führende Dürener Straße bis zur Kitschburger Straße, die bis 1884 Mühlweg hieß. Hinter der dort einsetzenden, an kleinen Stichstraßen gelegenen Randbebauung führt die Haydnstraße und ihre Verlängerung als Waldweg die Begrenzung des Stadtwaldes bis zum Militärring fort. Die Grünanlagen des Stadtwaldes reichen bis an die Stadtteile Braunsfeld und Müngersdorf heran.
Die sich jenseits des Militärrings zwischen Dürener und Aachener Straße fortsetzende Anlage wird als Stadtwalderweiterung bezeichnet.

## Geschichte

### Hofgut Kitschburg

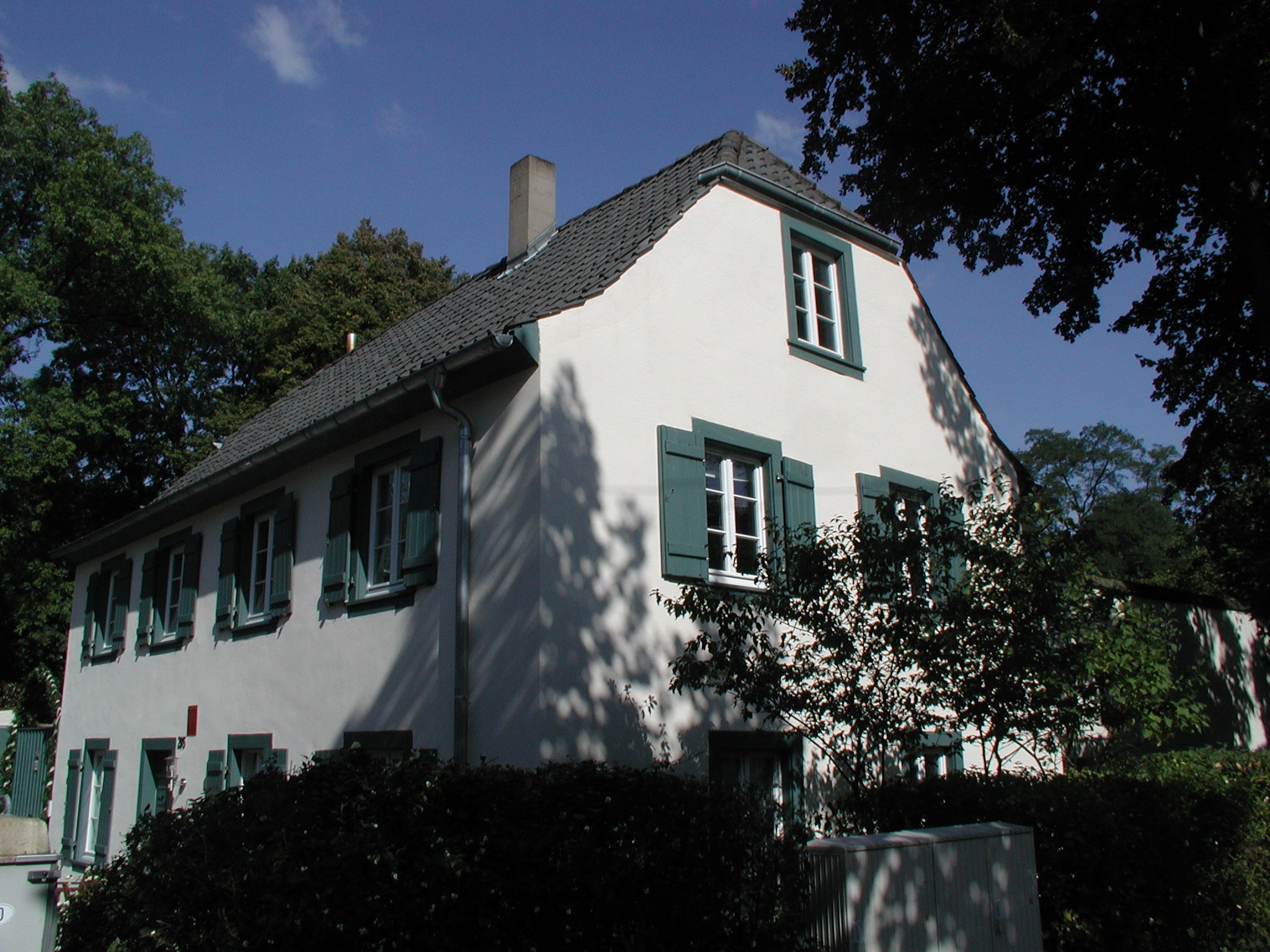
Haus Dürener Str. 285, Rest des Hofgutes Kitschburg (1759)

Die ehemals im westlichen Vorland der Stadt stehende Kitschburg mit den ihr zugehörigen Gehöften und Ländereien, zwischen der Aachener- und der Dürener Straße gelegen, wurde bereits im Jahr 1669 in Steuerlisten geführt. 1715 gelangte das Anwesen mit 30 Morgen Land in den Besitz des Kölner Priesterseminars, dem es durch den Domkapitular Johann Heinrich von Mörs übereignet wurde. Wie viele andere Anwesen ging auch das Gut Kitschburg als Besitz einer geistlichen Korporation während der Franzosenzeit in Staatsbesitz über. Noch in dieser Zeit erwarb der Kölner Bankier Abraham Schaaffhausen die Kitschburg und wandelte das Landhaus des ehemaligen Priesterseminars in seine Sommerresidenz um. Danach ging es durch Erbe und Heirat auf Josef von Groote über.
Im Jahr 1831 wurde die Bewohnerzahl der Kitschburg und des Hofgutes mit seinen Nebengebäuden von der damals zuständigen Bürgermeisterei Efferen in einer Steuererhebung erfasst. Aufgeführt wurden elf Bewohner und zwei Feuerstellen (Haushalte).
Nach der 1888 erfolgten Eingemeindung Lindenthals durch Köln erwarb die Stadt das umfangreiche Gelände mit seinen Baulichkeiten. Ältestes Überbleibsel dieser Vorgeschichte ist ein Rest des Hofgutes Kitschburg, eines ihrer Nebengebäude (das Gebälk des Dachstuhls trägt die Jahreszahl 1759), es steht an der Dürener Straße 285.

### Planung und Baubeschluss

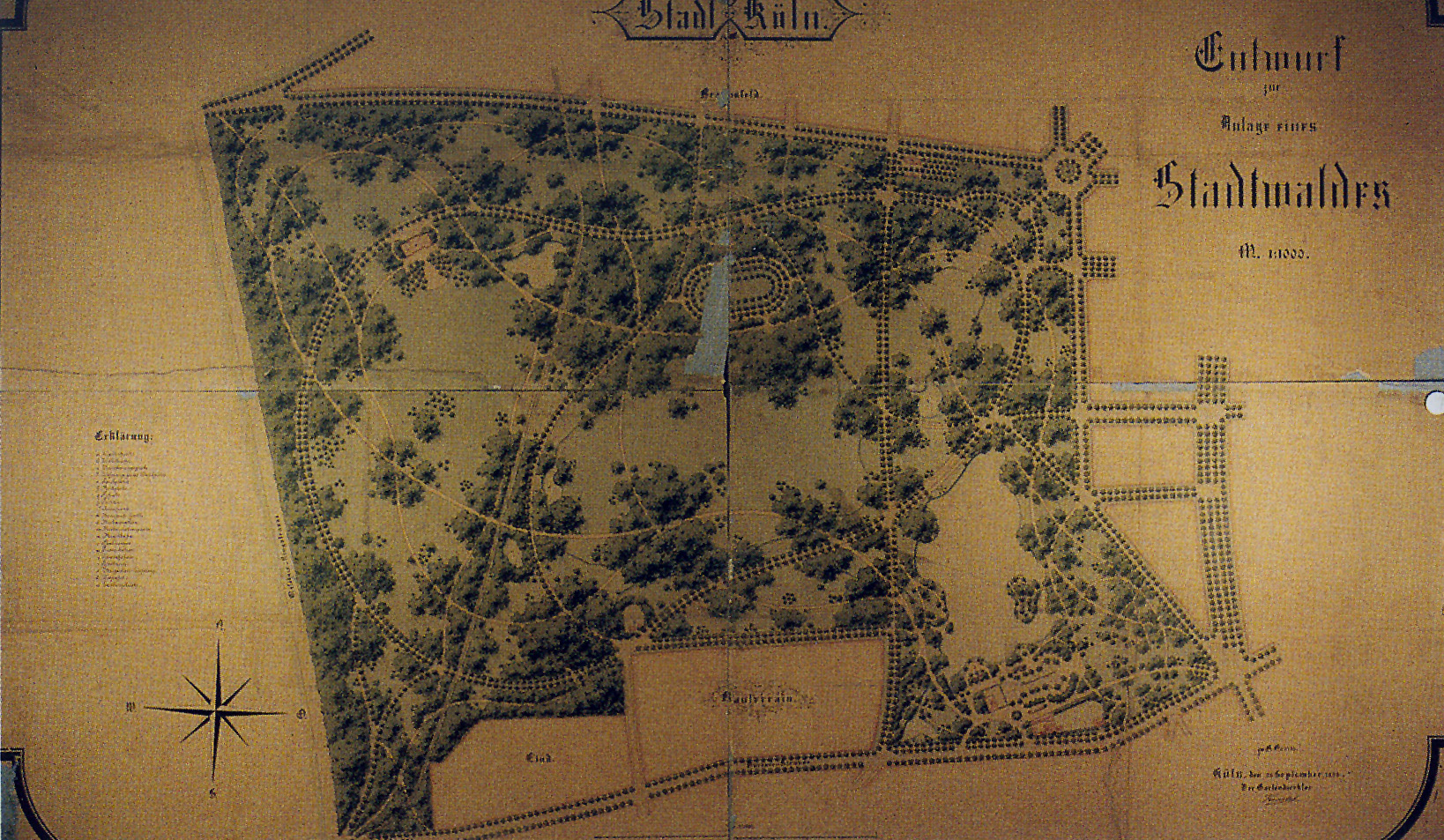
Kowalleks Entwurf 1895

In dem 1895 durch die Stadt Köln erworbenen Wald-, Acker- und Wiesengelände zwischen Dürener- und Aachener Straße und in den Ländereien der Kitschburg mit ihrem Hofgut sollte nach dem Entwurf des städtischen Gartenbaudirektors Adolf Kowallek der Kölner Stadtwald angelegt werden. Der Beschluss zur Durchführung des Bauvorhabens erfolgte durch die Stadtverordneten am 4. Juli 1895.
Kowallek, unter dessen Leitung wenige Jahre zuvor bereits der Volksgarten in der Kölner Südstadt entstanden war, entwarf für das vorgesehene Gelände eine Parklandschaft, die vom Stil des Historismus geprägt sein sollte. Die schon vorhandenen, von seinen Vorgängern im Amt Maximilian Friedrich Weyhe und Jakob Greiß gestalteten Anlagen an der Kitschburg sowie die alten Baumbestände im Park des gleichnamigen Hofgutes sollten in den entstehenden Stadtwald integriert werden.
Kowalleks Skizzierung der Stadtwaldanlagen aus dem Jahr 1895 hat zwar schadhafte Stellen, zeigt aber deutlich viele noch heute sichtbare Details. Zu erkennen ist der Bebauungsabschnitt zwischen Dürener- und Haydnstraße, die Lage der „Villa Kitschburg“ und ihrer Nebengebäude, die gut erkennbare kleine „Vogelinsel“, das üppige Wegenetz rund um die Wiesen- und Waldflächen sowie die Konturen des Stadtwaldweihers. Kanäle waren zu diesem Zeitpunkt noch nicht erwogen worden. Der geplante Standort der Sportanlagen, der Radbahn und der Tennisplätze war schon skizziert und zeigt sich auch jetzt noch andeutungsweise in einer hufeisenförmigen Wegschleife um die heutigen Tennisanlagen. Das Blatt zeigt die den Park durchziehende Kitschburger Straße sowie die Friedrich-Schmidt- und Fürst-Pückler-Straße, die auf den sternförmig angelegten, nach einem Kölner Baumeister des 15. Jahrhunderts benannten Hültzplatz zulaufen.

### Weiher und Kanäle

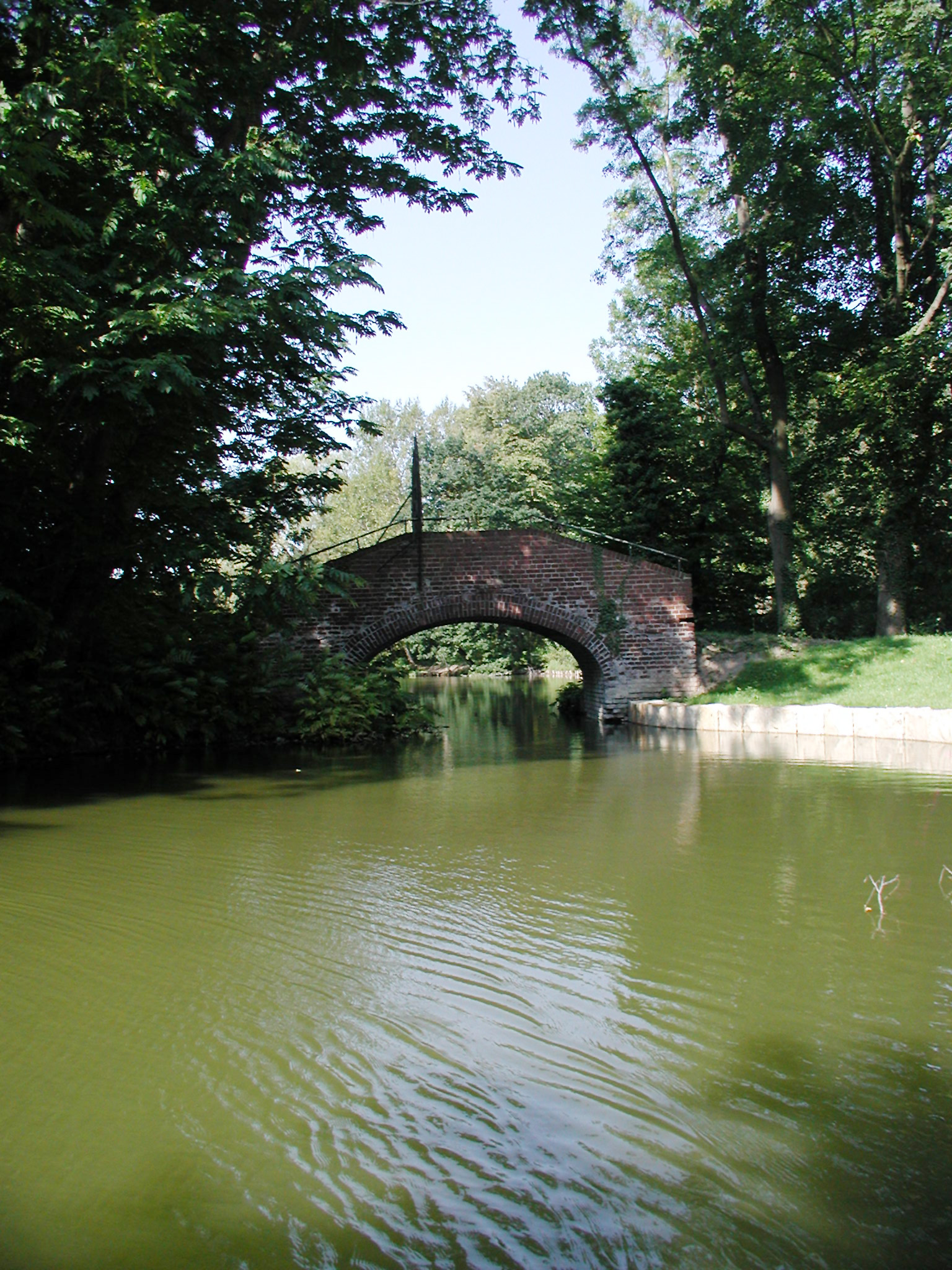
Östliche „Inselbrücke“. Wahrscheinlich die 1896 von R. Jung erwähnte Brücke

Robert Jung, der nach dem Tode Adolf Kowalleks im Mai 1902 bis zum April 1903 kommissarisch die Leitung der städtischen Gartenverwaltung übernommen hatte, schrieb 1896: Der See mit zwei Inseln, von denen eine mittels Brücke zugänglich ist, erhält sein Wasser von dem im Süden (an der Dürener Straße) zufließenden Frechener Bach.
Im März 1896 wurde damit begonnen, auf dem Gelände neben der alten Kitschburg einen etwa 3,9 ha großen Weiher anzulegen. Mit dem mittels einer Feldeisenbahn transportierten Aushub, einer anfallenden Erdmasse von 54.000 Kubikmetern, wurden die im Umfeld befindlichen ausgedienten Ziegeleigruben verfüllt. Zunächst speiste der Frechener Bach den Weiher. Da dieser jedoch erhebliche Mengen Abwässer enthielt, deren Sinkstoffe sich im Weiher absetzten, wurde 1889 eine Pumpstation für die Wasserversorgung errichtet. Sie war technisch so ausgerichtet, für die geplante Fontäne im großen Weiher eine Wassermenge von etwa 150 m³ stündlichem Durchfluss fördern zu können.
Im weiter westlich gelegenen Waldbestand wurde neben der im Mai 1898 eröffneten Waldschenke ein weiterer kleinerer Weiher angelegt. Um die Jahrhundertwende war das kostspielige Vorhaben „Stadtwald“ (2,5 Millionen Goldmark) verwirklicht, jedoch wurden noch bis 1920 Umgestaltungen und Erweiterungen vorgenommen.

### Festspiele im Stadtwald

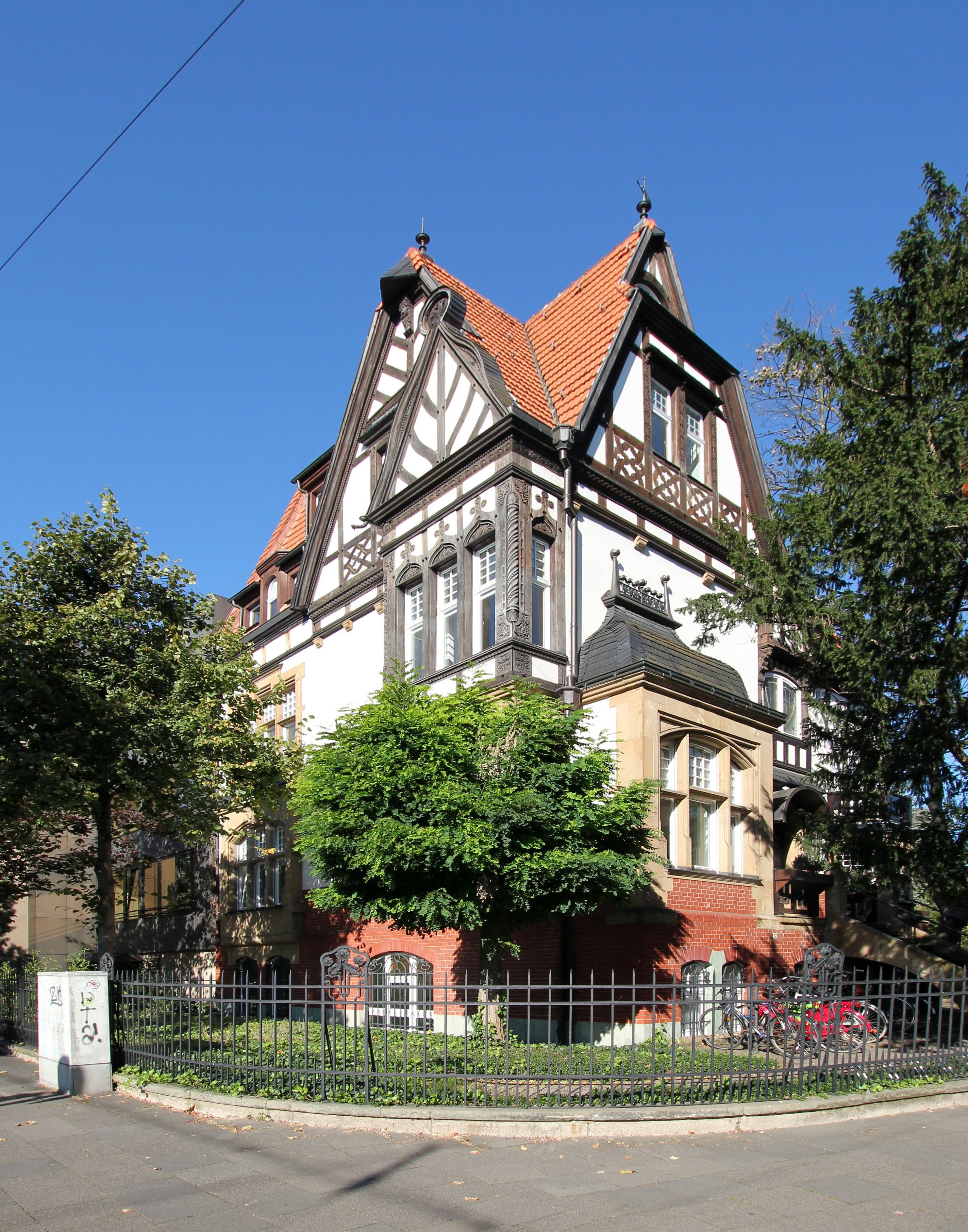
Kitschburger Straße 1, erbaut 1903

Gegen Ende des 19. Jahrhunderts kam es in ganz Deutschland vielerorts zur Gründung von Gesangsabteilungen der Turn- oder Sportvereinen sowie von Arbeitergesangvereinen.
Im Juli 1899 fand auf den sogenannten „Volkswiesen“ des Stadtwaldes erstmals eine Großveranstaltung statt, die im Zeichen eines zunehmenden Nationalgefühls veranstalteten „Vaterländischen Festspiele“. An dem Großereignis nahmen Teilnehmer aus 108 Sport- und Gesangsvereinen teil und zeigten etwa 40.000 Zuschauern ihr Können. Initiiert hatte die Veranstaltung die „Vereinigung der Bürger Kölns zur Förderung der deutschen Nationalfeste“. Eingeleitet wurde das Fest durch ein Eröffnungslied eines aus mehreren hundert Sängern gebildeten Chores, wonach man ein an Kaiser Wilhelm gesandtes Grußtelegramm verlas. Darin hieß es:
Die vereinigten Kölner Turner, Athleten-, Spiel-, Ruder-, Radfahrer-, Gesangs-, Krieger- und Musikvereine senden von den ersten Vaterländischen Festspielen im Stadtwald zu Köln Eurer Majestät, dem unermüdlichen Förderer aller Leibesübung und des Gesanges, ehrerbietigsten Gruß und geloben mit Herz und Hand für das Reich und seinen Kaiser einzustehen.
Danach begannen die patriotischen Festspiele.

### Der Park nach der Kaiserzeit

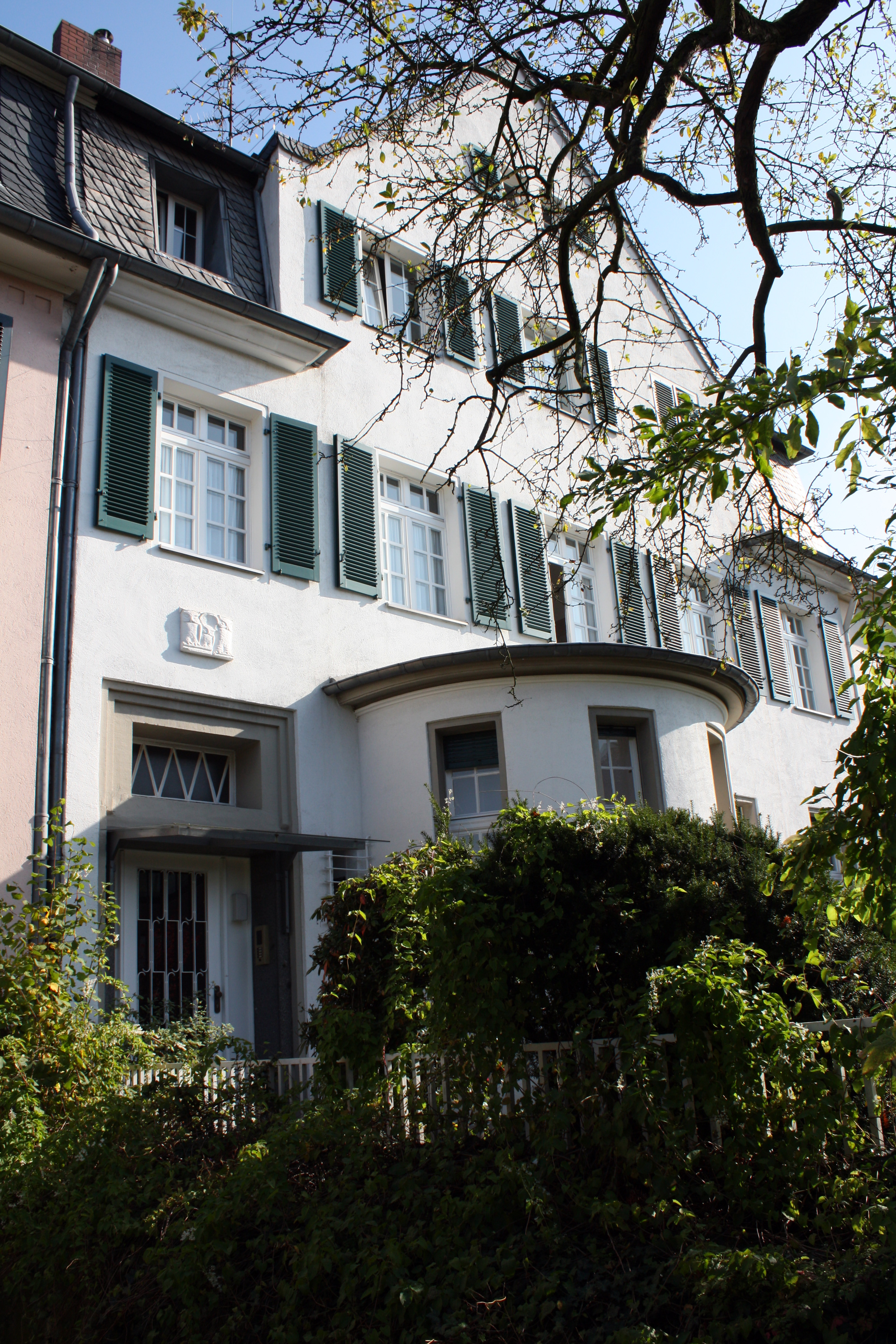
Ehem. Wohnhaus Adenauers, am Rand des Stadtwalds

Das Konzept Kowalleks, Sport und Natur miteinander zu verbinden, wurde auch von Konrad Adenauer weiter forciert. 1917 wählte ihn die Kölner Stadtverordneten-Versammlung zum Oberbürgermeister. In dieser Funktion seines Lebenswerkes konnte Adenauer, der am Rand des Stadtwaldes in der nach dem Komponisten Max Bruch benannten Straße wohnte, bleibende Werte speziell für das „Kölner Grün“ schaffen. Adenauer, der nun basierend auf dem Generalbebauungsplan Fritz Schumachers aus den Jahren 1920–1923 planen konnte, ließ die Gestaltung der Lindenthaler Grünanlagen durch den Gartenbaudirektor Fritz Encke umsetzen.

### Sportanlagen und Spielplätze
Entlang des Kanals waren Sport- und Spielplätze geschaffen worden; so lagen im nördlichen Bereich zur Friedrich-Schmidt-Straße hin eine Reitbahn, ein Sportplatz mit einer Radreigenbahn, eine Radfahrbahn mit einer Länge von 400 Metern und elf mit Umkleidemöglichkeiten ausgestattete Tennisplätze.
Die um 1903/04 angelegten städtischen Sportanlagen des Stadtwaldes beinhalteten auch eine Radrennbahn, in deren Rund Tennisplätze angelegt waren. Das Sportgelände wurde nach dem Ersten Weltkrieg um das Jahr 1919 durch die englischen Besatzer beschlagnahmt. Die Anlage wird seit 1933 bis heute von einem Tennisklub genutzt.
Inmitten des Stadtwalds befand sich ferner zeitweise eine Motorsport-Rennstrecke, auf dessen Rundkurs in den 1930er Jahren die seinerzeit populären „Kölner Stadtwaldrennen“ für Motorräder und Automobile ausgetragen wurden (nicht zu verwechseln mit vorgenannten „Stadtwaldbahn“, die eine reine Radsportanlage war).
Auf den beiden Weihern war für die Sommerzeit ein Kahnbetrieb eingerichtet worden. Um dem Eissport in den Wintermonaten zu ermöglichen, verband man 1920 die beiden Wasserflächen mit einem etwa 750 m langen Kanal. Insgesamt werden die Kanalabschnitte von 6 Brücken unterschiedlicher Größe und Bauart überquert. Die Zeit ihrer Erbauung reicht vom Ende des 19. Jahrhunderts bis zum Wiederaufbau nach dem letzten Weltkrieg. Der Brückenbau am letzten Kanalsstück vor dem „kleinen“ Weiher trägt an ihrer östlichen Flanke den markanten Hinweis „AD 1919“. Ältestes Bauwerk ist wahrscheinlich die aus Backstein errichtete Bogenbrücke, deren auf ihrer Mitte angebrachtes schmiedeeisernes Gitter den Zugang zur kleinen Insel zum Brutschutz der Wasservögel verwehrt.

### Gastronomie

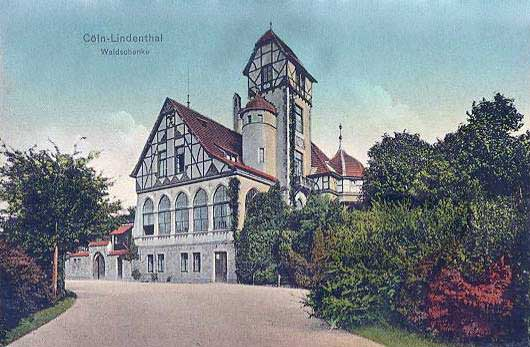
Waldschenke, um 1900

Eine dem Besucheraufkommen angemessene Gastronomie bot die im inneren Parkgelände liegende „Cöln Lindenthal Waldschenke“. Ihre idyllische Lage sowie eine große Terrasse, vor der sich eine weiträumige Spielwiese erstreckte, ließ sie zu einem beliebten Ziel der Ausflügler werden. Auch illustre Gäste sollen dort gerne eingekehrt sein, so soll Winston Churchill dort seinen Tee genommen haben, und Willi Ostermann soll ein häufiger Gast der Waldschenke gewesen sein.
Das 1901 aus der „Villa Kitschburg“ zum Stadtwaldrestaurant umgebaute Haus sorgte nicht nur für das leibliche Wohl, es war zugleich der gesellschaftliche Treffpunkt der westlichen Kölner Vororte. Mit einer schönen Gartenterrasse mit „Seeblick“ bot man den Besuchern ein Platzangebot von annähernd 8000 m². Die übrigen Räumlichkeiten des Hauses, alleine der große Saal war für 500 Personen ausgelegt, dienten unzähligen Anlässen wie Konferenzen, Hochzeiten, Kommunionsfeiern und Tanz- oder Karnevalsveranstaltungen. Das Haus beschäftigte in den Sommermonaten über 50 Arbeitskräfte.
In den 1960er Jahren entschloss sich die Stadt, die Immobilie „Stadtwaldrestaurant“ an die Mineralölgesellschaft Esso AG zu veräußern. Das dann errichtete „Esso Motor Hotel“ bot zwar weiterhin den Stadtwaldbesuchern die Möglichkeit eines Restaurant- oder Cafébesuches, jedoch vermissten die Kölner das Flair des alten Gebäudes. Volker Gröbe zitiert in seinem Buch über Lindenthal die Kölner Mundartautorin Lis Böhle. Sie schrieb: „..widder e Stöck vum ahle Kölle begrave. Schad dröm“. Das neue Hotel firmierte später unter dem Namen „Crest“ und seit längerer Zeit als Holiday Inn Köln - Am Stadtwald. Seit 2013 heißt das Hotel nun „Leonardo Hotel Köln am Stadtwald“.

### Stadtwalderweiterung

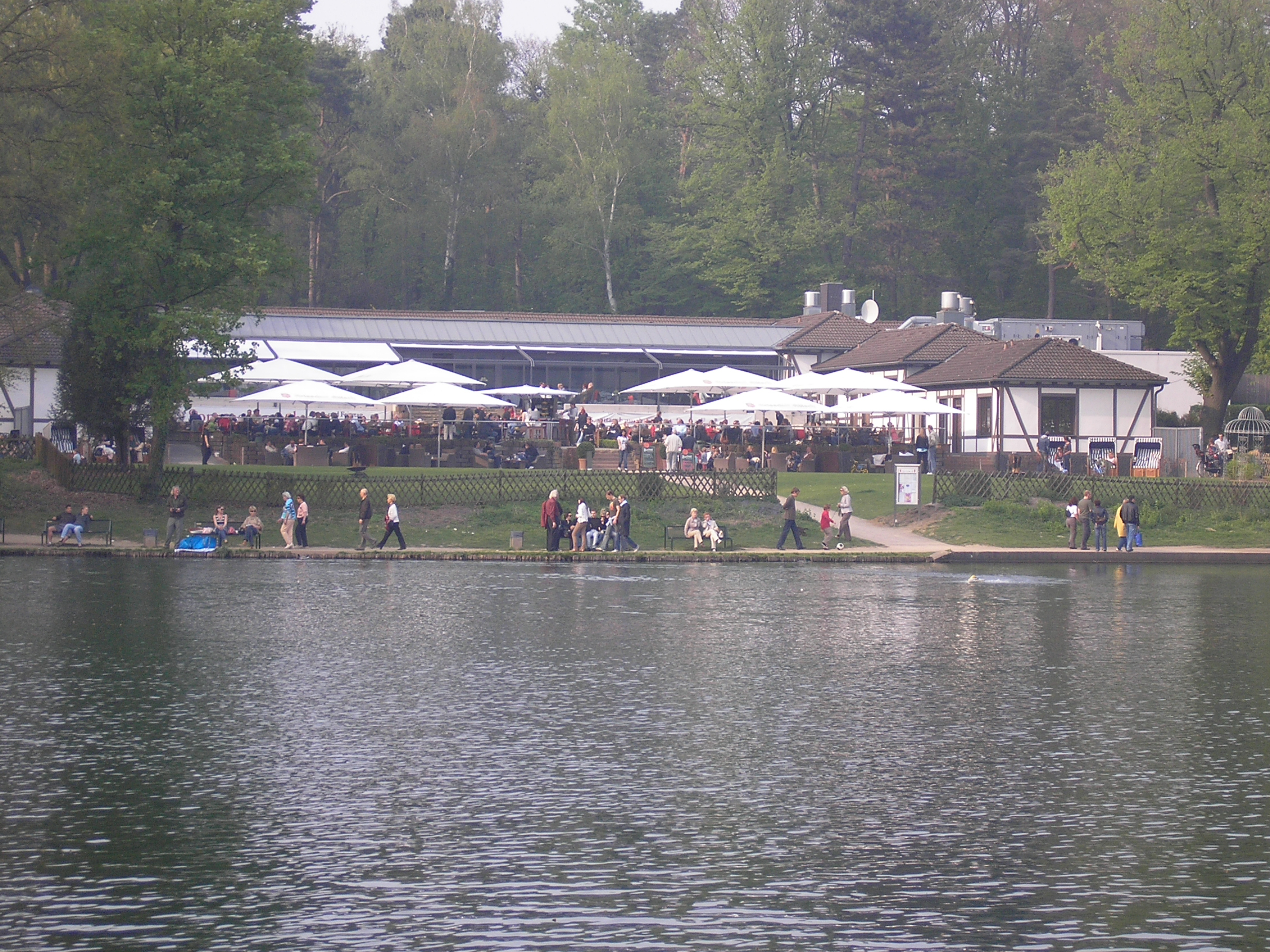
Gasthaus am Adenauer Weiher

Schon bald nach dem Ersten Weltkrieg begann 1919 im Rahmen von Arbeitsbeschaffungsmaßnahmen die Erweiterung des Stadtwaldes um etwa 100 ha auf ehemaligen Fluren des Morsdorfer Hofes nach Plänen von Fritz Encke. Drei Wege des ursprünglichen Stadtwaldes setzen sich jenseits des Militärrings fort. Der Hauptverbindungsweg wurde mit einer Fußgängerbrücke über den Militärring geführt. Die als Aushub bei der Anlage des Adenauer Weihers angefallenen Erdmassen wurden zu zwei Aussichtshügeln aufgeschüttet. Am Weiher entstand eine Gaststätte, die von 1948 bis 2003 von den Belgischen Streitkräften in Köln unter dem Namen Klub Astoria als Offizierscasino genutzt wurde. Nach dem Wegzug der Streitkräfte und einem Umbau verpachtet die Stadt Köln seit 2007 das Gebäude. Es wird als Restaurant mit Biergarten unter dem Namen Club Astoria betrieben. 1920 bis 1923 wurden gleichzeitig die südwestlich anschließenden Sportanlagen des Sportpark Müngersdorf errichtet. 1924 waren die Arbeiten an der Erweiterung abgeschlossen. Die Fortführung der Grünanlagen zur Bonner Str. hin erfolgten ab 1927 unter Theodor Nußbaum.

## Heutiger Stadtwald

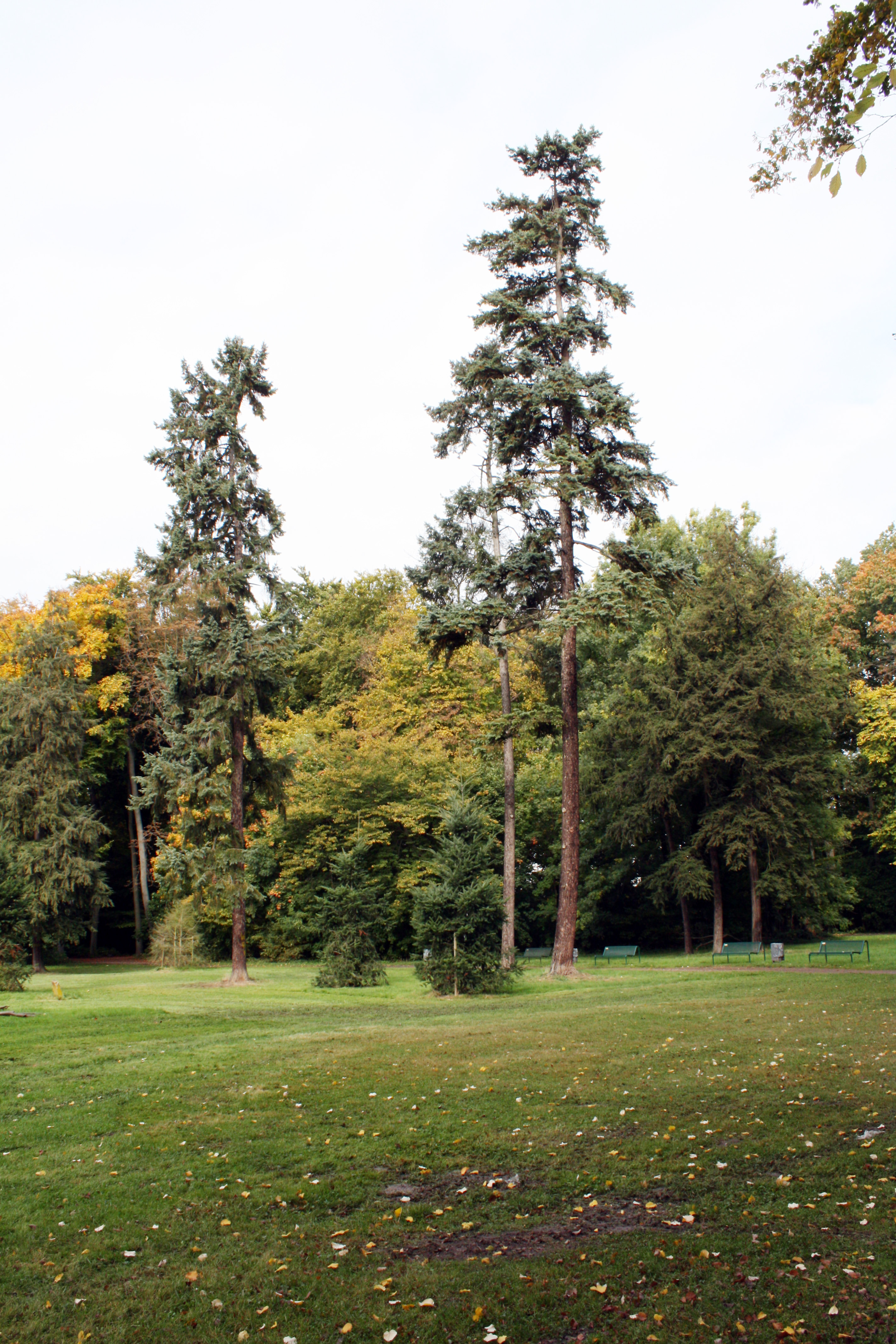
Im nordwestlichen Bereich

Die Fläche des Stadtwaldes beträgt inklusive des etwa 40 ha großen Wildparks und der Stadtwalderweiterung von etwa 100 ha heute 205,3 ha. Aufgrund seiner relativ jungen Geschichte und der damit einsetzenden Eingriffe einer strukturierenden Durchforstung ist der Baumbestand des Stadtwaldes in der Regel nicht älter als 80 Jahre. Die kontinuierliche Aufforstung seit den 1920er Jahren bevorzugte überwiegend Laubholzarten. Heute ist der Bestand sehr artenreich, die heimischen Holzarten Buche, Eiche, Esche, Linde und Ahorn überwiegen aber. Nur vereinzelt finden sich Koniferen. Exotische Baumarten, wie sie in älteren Parkanlagen (Kölner Stadtgarten) oft vorkommen, sind selten.

### Sanierungen
Die 2004 gegründete Kölner Grün Stiftung fördert Sanierungsmaßnahmen im Stadtwaldbereich. So konnten durch die von der Stiftung organisierten Patenschaften zwischen 2007 und 2014 rund 1300 Ruhebänke durch neue ersetzt werden; bis 2017 wurden mehr als eine Million Euro Spenden für Bänke gesammelt. Im Herbst 2007 wurden die öffentlich zugängigen Uferzonen des großen Weihers, ebenfalls im Auftrag der Stiftung, neu befestigt. Hierzu wurde ein zu erneuernder Abschnitt des Ufers vom Wasser abgedämmt und ein Graben ausgehoben. Dieser wurde auf seiner Sohle mit einer wasserundurchlässigen Tonschicht belegt, auf der eine aufgebrachte Schicht Schotter verdichtet wurde. Nach diesen Vorarbeiten erfolgte das Aufschütten eines Betonfundamentes, auf dem dann grob behauene Steinquader zu einer Mauer an- und aufeinander verarbeitet wurden.

### Besonderheiten

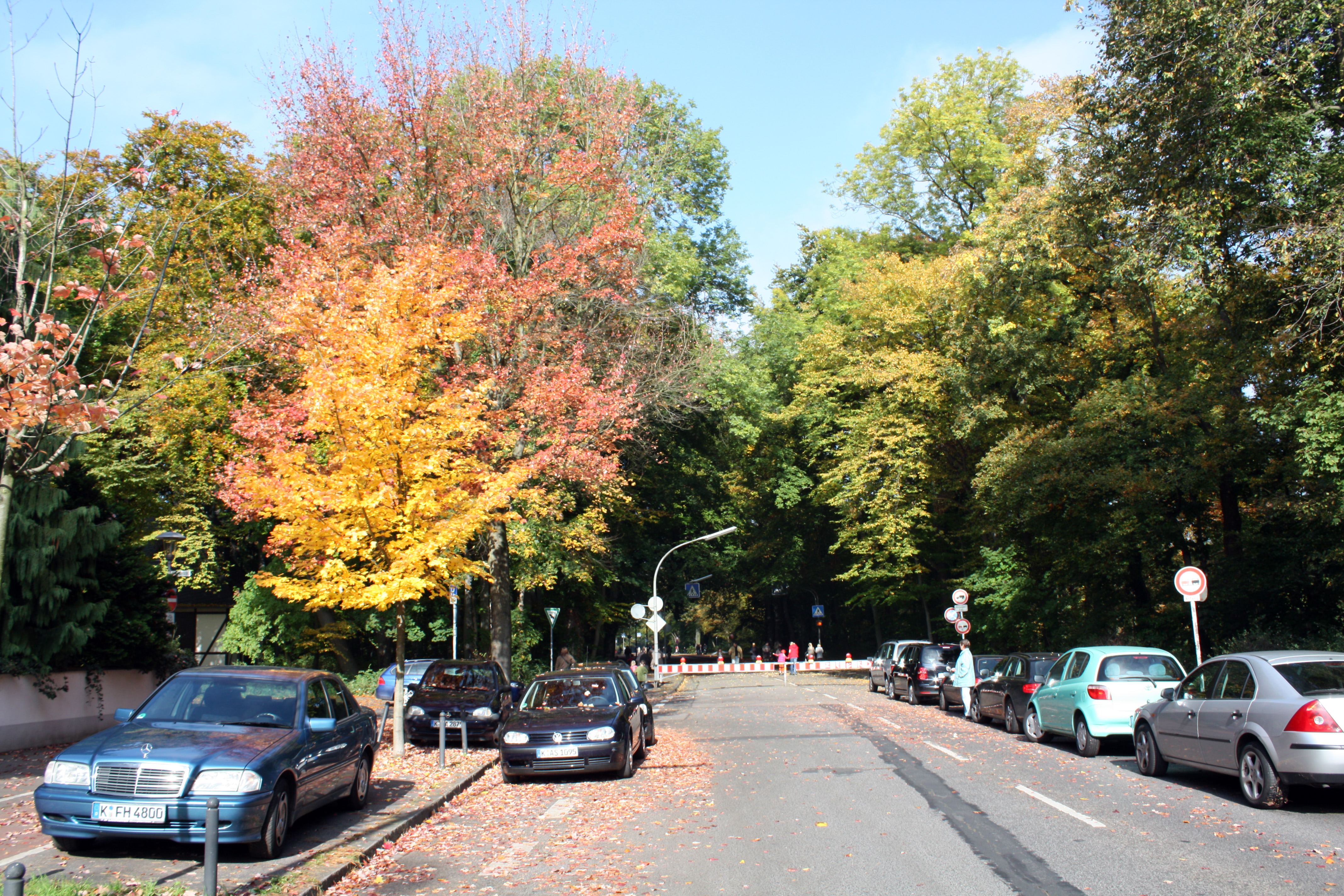
Sperrung der Kitschburger Straße am Wochenende

Die Parkanlage wird von der Kitschburger Straße durchtrennt. Ihre Bebauung im Parkbereich besteht nur aus wenigen, linksseitig ab der Dürener Straße bis zur Haydnstraße reichenden Privathäusern. Die Straße hat im Parkbereich drei markierte Fußgängerüberwege und wird seit mehr als 20 Jahren an Wochenenden und Feiertagen für den Autoverkehr gesperrt. Eine von den Bewohnern des Viertels angestrebte permanente Schließung für den Durchgangsverkehr ist jedoch ungewiss. An einer kurzen Stichstraße (mit Parkmöglichkeit) der Kitschburger Straße liegt der Ost- und Haupteingang des Tierparks.
Alle heutigen Wasserflächen sind miteinander und mit dem Pumpwerk an der Ecke Kitschburger-/Haydnstraße verbunden. Das Pumpwerk läuft täglich einige Zeit, um den Wasserverlust durch Versickerung auszugleichen. In dieser Zeit sprudelt auch die Fontäne im Stadtwaldweiher.

### Tierpark Stadtwald

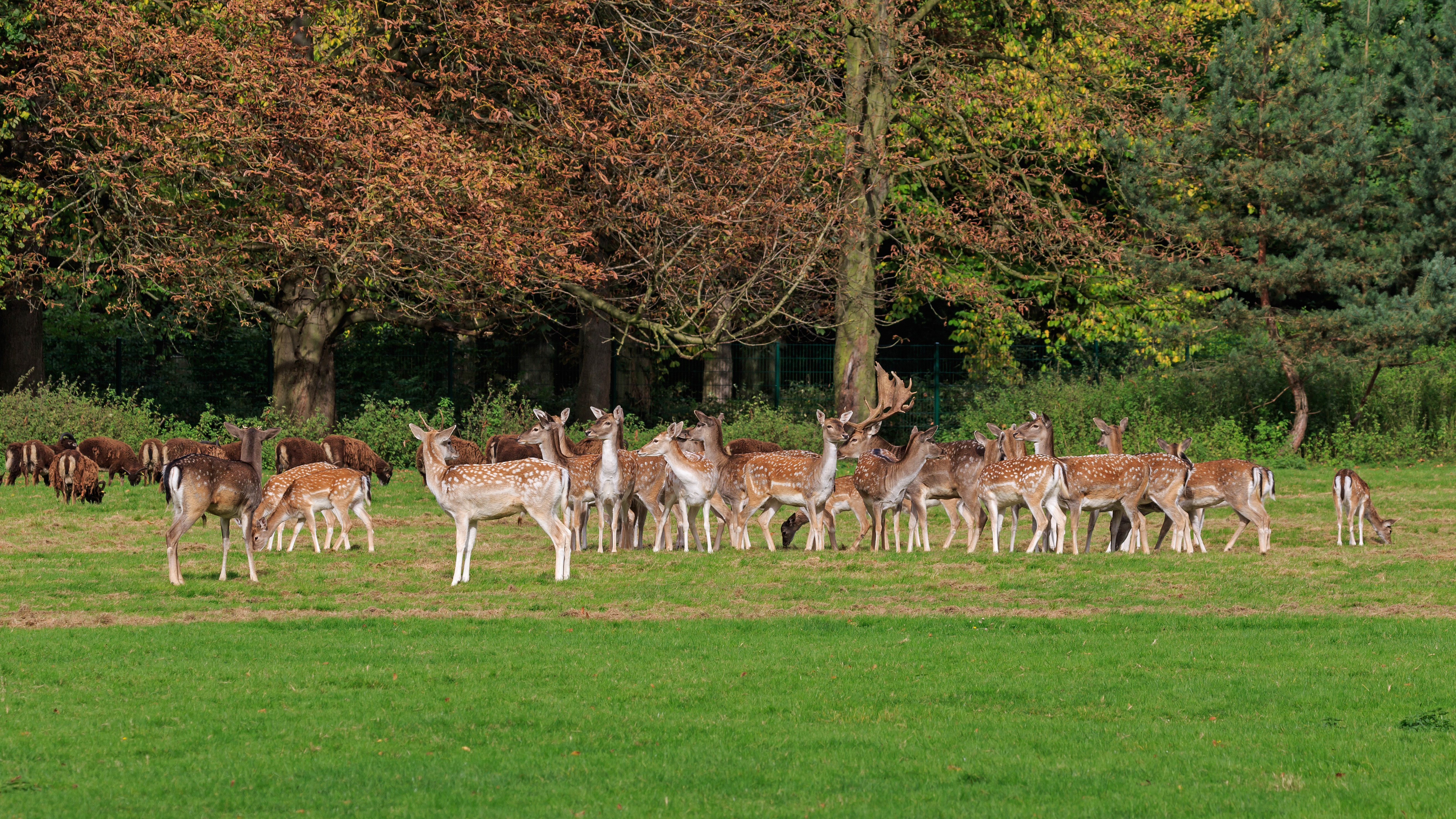
Damhirsche im Tierpark Stadtwald

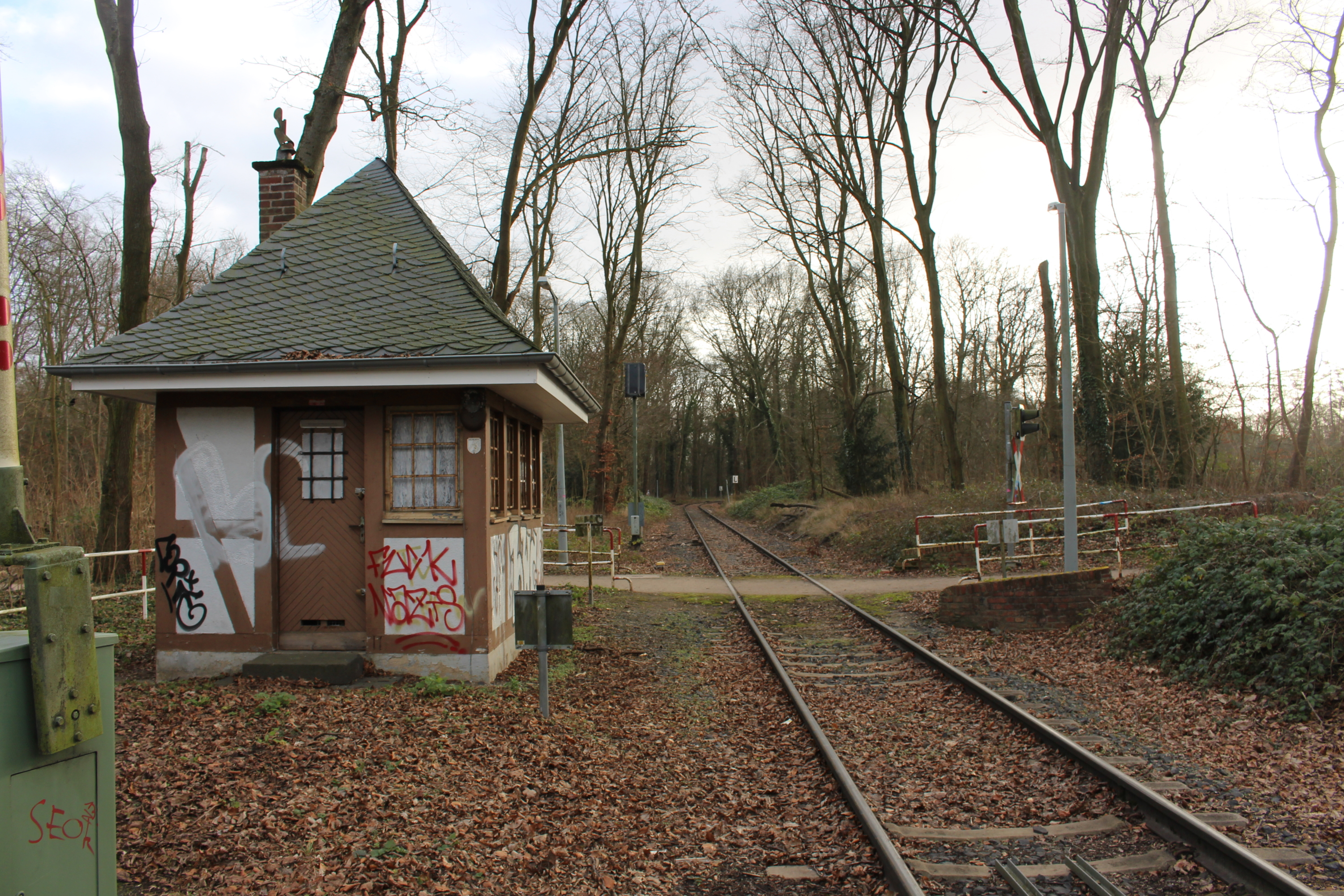
Bahnstrecke im Stadtwald

Um das Jahr 1908 begann man damit, seitlich der Haydn- und oberhalb der Kitschburger Straße ein Wald- und Wiesengelände von etwa 8 ha Größe als Gehege für Dam- und Rehwild einzufrieden. Dieses bei Familien mit Kleinkindern wegen der handzahmen Tiere beliebte Gelände wird bis in die Gegenwart betrieben und untersteht der Forstverwaltung. Es war während des Zweiten Weltkrieges geschlossen und wurde auf Drängen der Kölner 1951 wieder eröffnet.
In der umfriedeten Anlage befindet sich das zu den Rundwegen hin offene Gelände des Rehwildes, welches seit dem Neubeginn 1951 (ein Spießer und drei Muttertiere) auf ein großes Rudel anwuchs sowie einige separat eingezäunte Bereiche für Kleintiere. Das Gelände mit weiträumigen Wiesenflächen hat an verschiedenen Stellen einen hainartigen Waldbestand und wird an Süd- und Westseite von einem schmalen Bachlauf durchzogen. Verlässt der Besucher den Tierpark durch einen der zwei westlichen Ausgänge, stößt er im angrenzenden Gehölz auf den nur leicht erhöhten Damm einer Bahntrasse.

### Bahntrasse

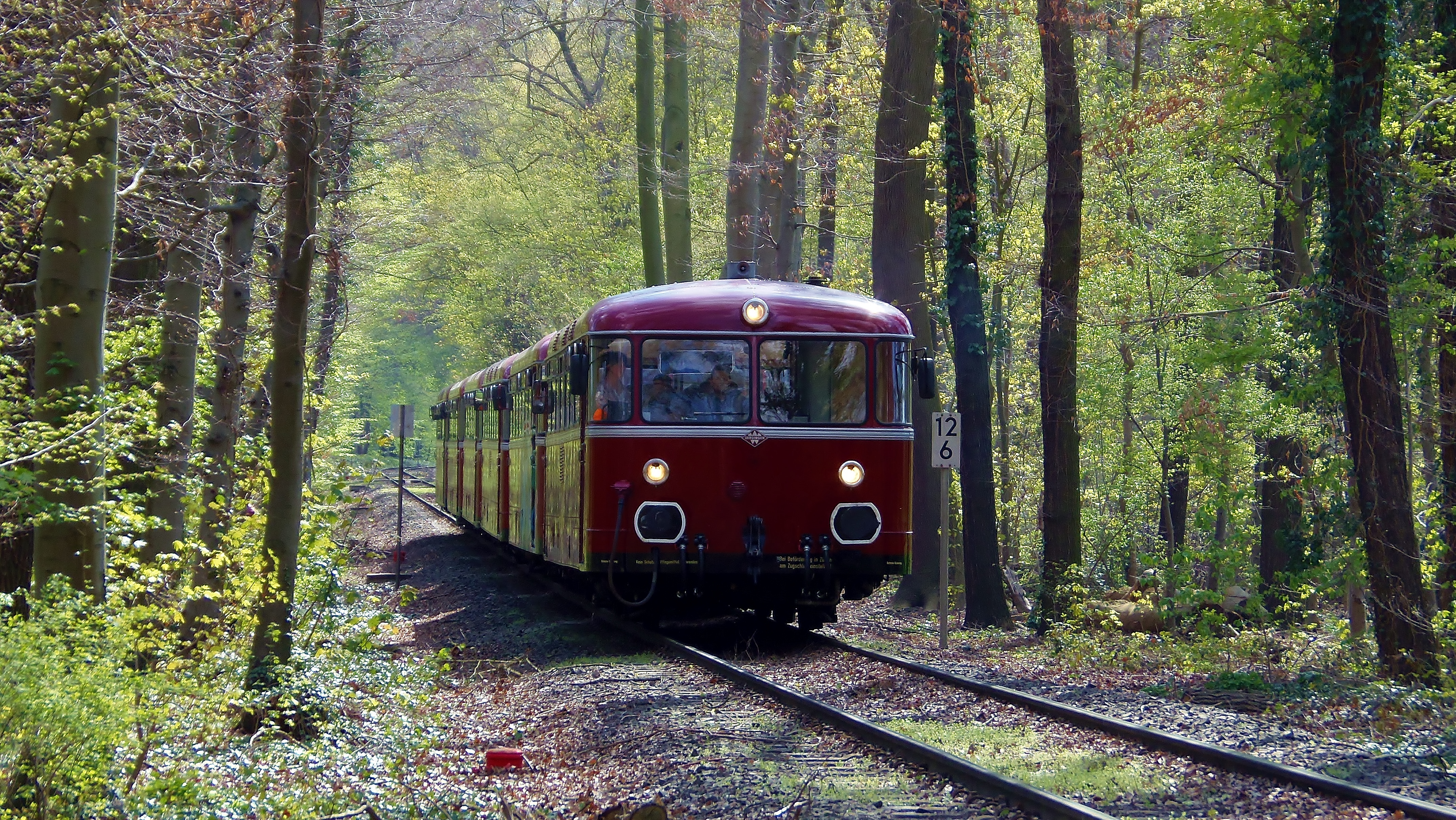
Uerdinger Schienenbus im Stadtwald

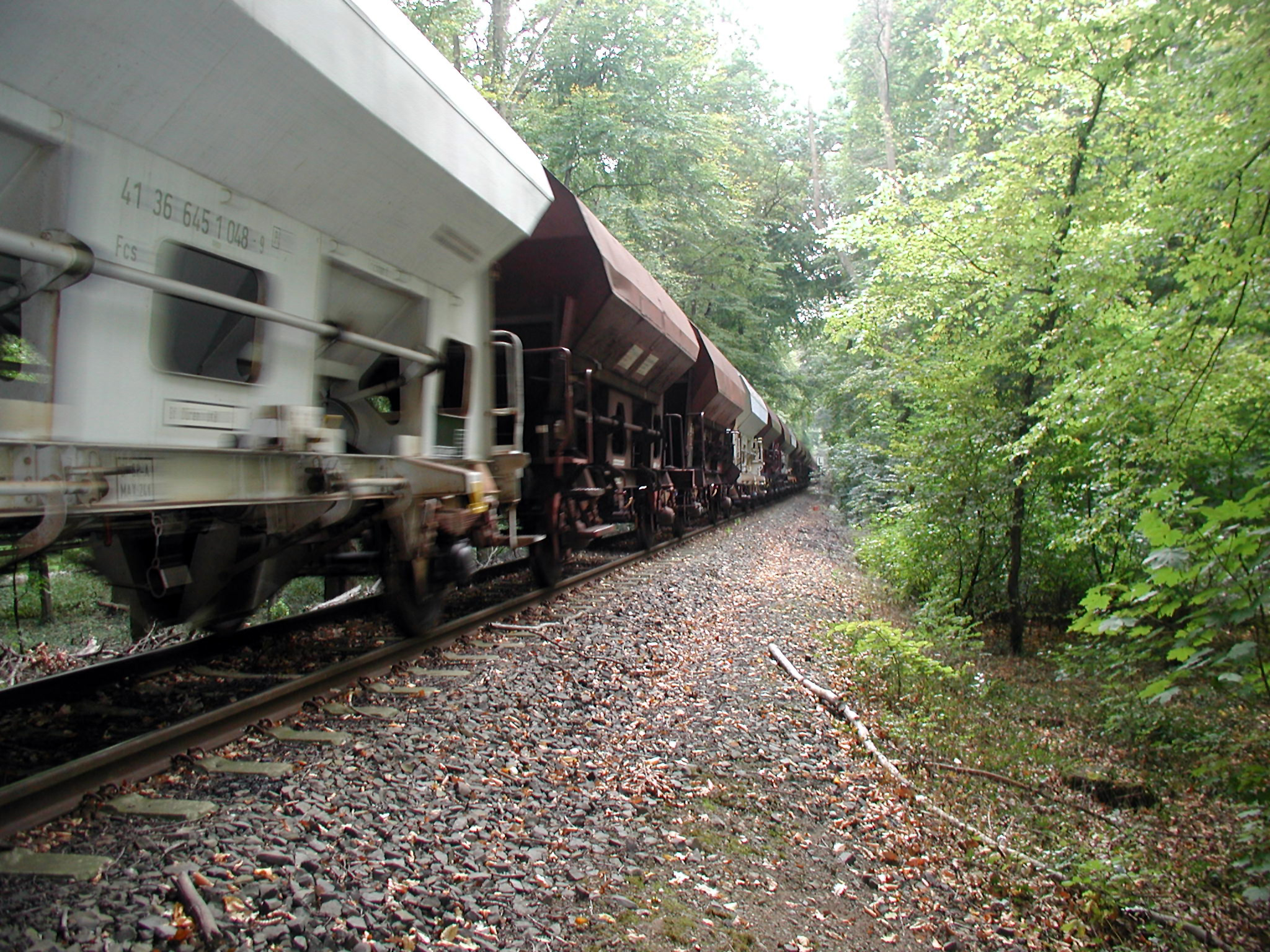
Offene Bahntrasse

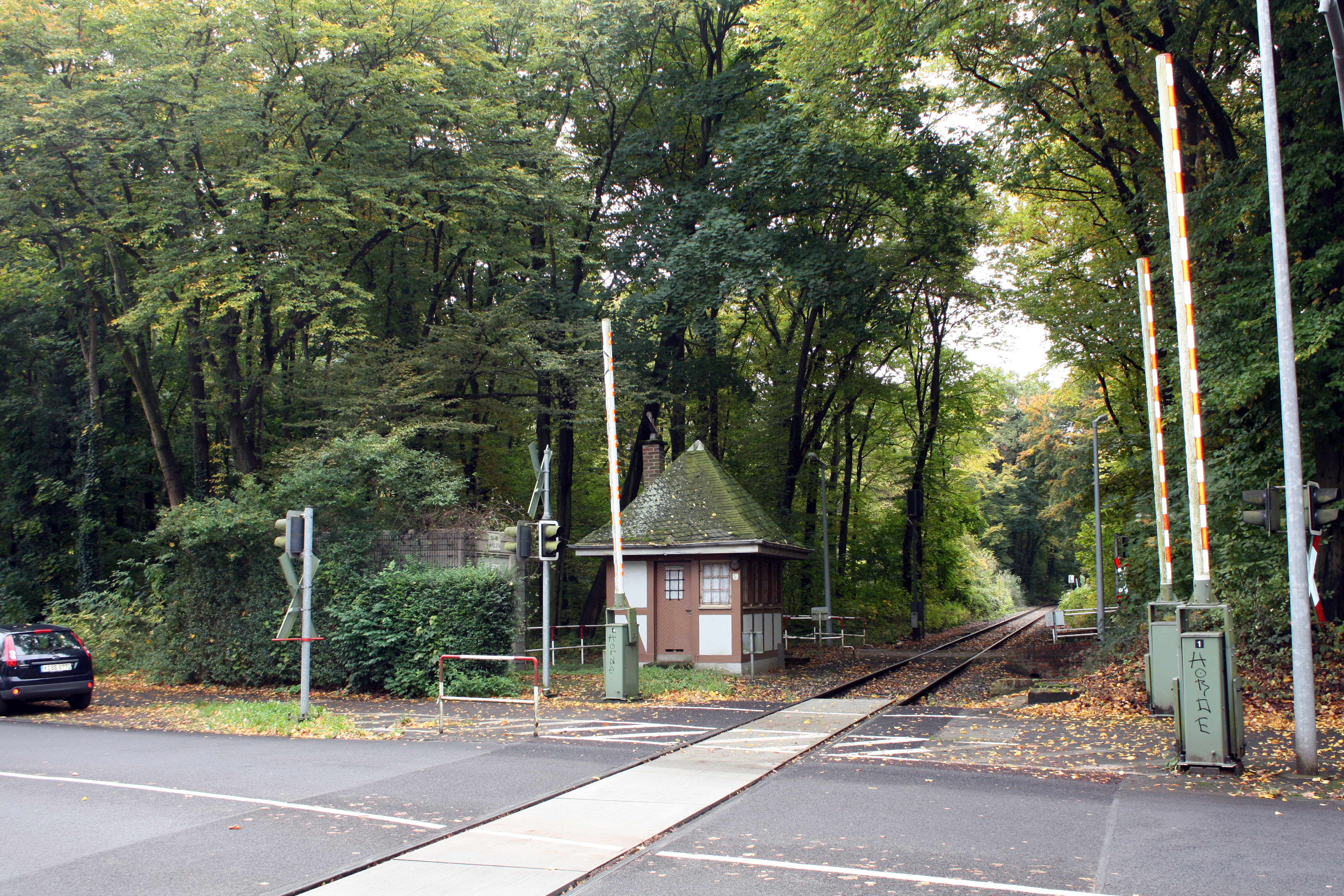
Friedrich-Schmidt-Straße

Den Stadtwald durchquert die eingleisige, nicht elektrifizierte Bahnstrecke Köln–Frechen in nord-südlicher Richtung. Es handelt sich um die für den Gütertransport genutzte Verbindung der HGK, ehemalige Köln-Frechen-Benzelrather Eisenbahn. Da sich im Stadtwaldgelände mit seinem Tierpark und vielen im Gelände verteilten Spielplätzen mehrere nicht-technisch gesicherte Bahnübergänge befinden, machen die den Stadtwald mit mäßiger Geschwindigkeit passierenden Güterzüge durch Warnsignale auf ihre Durchfahrt aufmerksam.
Die Trasse verlässt den Parkbereich nordwestlich an der dort mit einem beschrankten Übergang versehenen Friedrich-Schmidt-Straße. Ein durch die Automatisierung der Signal- und Schrankenbedienung überflüssig gewordenes Schrankenwärterhaus steht unter Denkmalschutz.

### Gedenkkreuz und Mahnmal

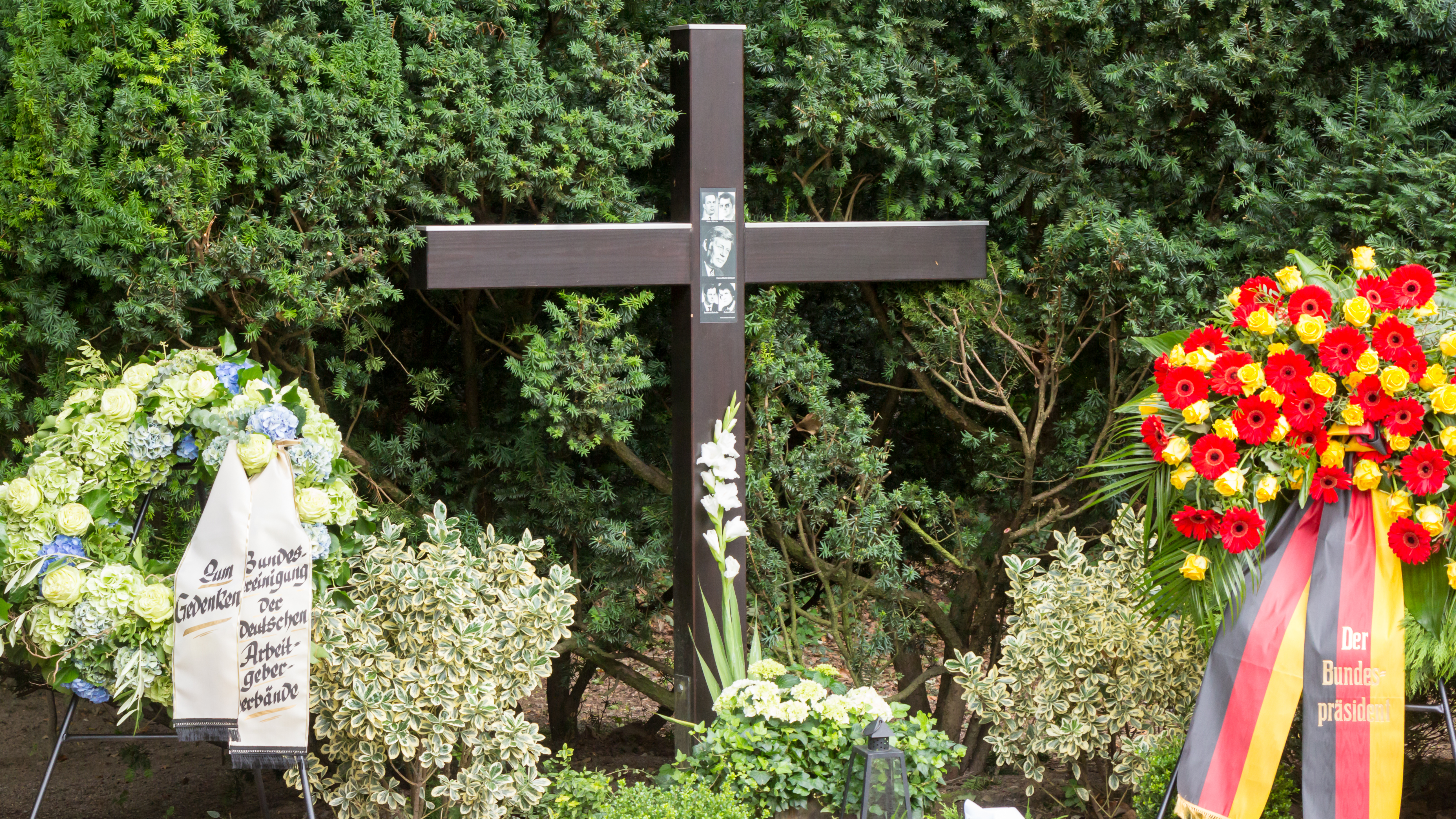
Gedenkstätte am Stadtwaldrand am 40. Jahrestag des Attentates auf Hanns Martin Schleyer.

Oberhalb des Bahnübergangs, ebenfalls an der Friedrich-Schmidt-Straße, steht am Waldrand ein weiteres Denkmal. Es wurde dort in Höhe der Vincenz-Statz-Straße errichtet und erinnert an den im September 1977 an dieser Stelle verübten Anschlag durch RAF-Terroristen. Bei der Entführung des vorbeifahrenden BDI-Präsidenten Hanns Martin Schleyer wurden vier Menschen ermordet.

### Verkehrsanbindung
Der Lindenthaler Stadtwald ist mit den Stadtbahnlinien 1, 7 und 13 sowie der Buslinie 136 von vielen Haltepunkten erreichbar. Mit der Linie 1 bieten sich alle Stationen zwischen der Haltestelle Aachener Straße/Gürtel und „Alter Militärring“ in Müngersdorf an. Mit den Linien 7 und 13 sind es alle Stationen zwischen Aachener Straße/Gürtel und Dürener Straße/Gürtel sowie weiterführend mit der Linie 7 und der Buslinie alle Haltepunkte der Dürener Straße bis Hohenlind.